# 塚田努
塚田 努 (つかだ つとむ、1974年 - ) は日本の作家。
2005年、『だから山谷はやめられねえ』で幻冬舎アウトロー大賞（ノンフィクション部門）受賞、デビューを果たす。

## 作品
- 『だから山谷はやめられねぇ 「僕」が日雇い労働者だった180日』（2005年12月、ノンフィクション）